# Вудсон (округ, Канзас)
Шаблон:StateAbbr_ 37°50′34″ пн. ш. 95°43′28″ зх. д. / 37.842777777778° пн. ш. 95.724444444444° зх. д.
Округ Вудсон (англ. Woodson County) — округ (графство) у штаті Канзас, США. Ідентифікатор округу 20207.

## Історія
Округ утворений 1855 року.

## Демографія
За даними перепису 
2000 року 
загальне населення округу становило 3788 осіб, усе сільське.
Серед мешканців округу чоловіків було 1863, а жінок — 1925. В окрузі було 1642 домогосподарства, 1052 родин, які мешкали в 2076 будинках.
Середній розмір родини становив 2,83.
Віковий розподіл населення поданий у таблиці:
| Стать    | До 15 років | 15-21 | 22-29 | 30-39 | 40-49 | 50-65 | 65-85 | Понад 85 |
| -------- | ----------- | ----- | ----- | ----- | ----- | ----- | ----- | -------- |
| Чоловіки | 318         | 182   | 133   | 221   | 288   | 304   | 369   | 48       |
| Жінки    | 326         | 176   | 113   | 206   | 282   | 300   | 419   | 103      |

## Суміжні округи
- Коффі — північ
- Андерсон — північний схід
- Аллен — схід
- Ніошо — південний схід
- Вілсон — південь
- Грінвуд — захід

## Виноски
1. ↑  Population and Housing Unit Estimates. Архів оригіналу за 29 травня 2017. Процитовано 29 листопада 2019.
2. ↑  U.S. Decennial Census. United States Census Bureau. Архів оригіналу за 4 квітня 2018. Процитовано 29 липня 2014.
3. ↑  Historical Census Browser. University of Virginia Library. Архів оригіналу за 11 серпня 2012. Процитовано 29 липня 2014.
4. ↑  Population of Counties by Decennial Census: 1900 to 1990. United States Census Bureau. Архів оригіналу за 5 червня 2019. Процитовано 29 липня 2014.
5. ↑  Census 2000 PHC-T-4. Ranking Tables for Counties: 1990 and 2000 (PDF). United States Census Bureau. Архів оригіналу (PDF) за 18 грудня 2014. Процитовано 29 липня 2014.
6. ↑  State & County QuickFacts. United States Census Bureau. Архів оригіналу за 22 липня 2011. Процитовано 29 липня 2014.(англ.) Наведено за англійською вікіпедією.
7. ↑  American FactFinder. Бюро перепису населення США. Архів оригіналу за 26 лютого 2012. Процитовано 31 січня 2008.

| США | Це незавершена стаття з географії США. Ви можете допомогти проєкту, виправивши або дописавши її. |